# Steven Millhauser
Steven Millhauser, född 3 augusti 1943 i New York City, är en amerikansk författare. Han växte upp i Connecticut och tog 1965 en kandidatexamen vid Columbia University. Därefter var han doktorand i engelska vid Brown University. Han slutförde aldrig sin avhandling, men skrev under studietiden utkasten till romanerna Edwin Mullhouse och From The Realm of Morpheus. Under cirka 30 år undervisade han vid Skidmore College. Han vann Pulitzerpriset för skönlitteratur 1997 för sin roman Martin Dressler: The Tale of an American Dreamer. Han är främst känd som novellförfattare; bland annat har han skrivit "Eisenheim the Illusionist" som sedan har filmatiserats. Berättelsen ingår i samlingen The Barnum Museum (1990). Steven Millhausers berättelser kan sorteras under genren magisk realism. Han är inte översatt till svenska.

## Verk

### Romaner
- 1972 - Edwin Mullhouse: The Life and Death of an American Writer 1943-1954, by Jeffrey Cartwright
- 1977 - Portrait of a Romantic
- 1986 - From the Realm of Morpheus
- 1996 - Martin Dressler: The Tale of an American Dreamer
- 1999 - Enchanted Night

### Novellsamlingar
- 1986 - In the Penny Arcade
- 1990 - The Barnum Museum
- 1993 - Little Kingdoms
- 1998 - The Knife Thrower and Other Stories
- 2003 - The King in the Tree: Three Novellas
- 2008 - Dangerous Laughter: Thirteen Stories
- 2011 - We Others: New and Selected Stories
- 2015 - Voices in the Night
- 2023 - Disruptions

## Utmärkelser
- 1997 Pulitzerpriset för skönlitteratur
- 2011 The Story Prize[6]